# Julien Escudé
Julien Escudé (Chartres, 17 augustus 1979) is een Franse voormalig voetballer. Hij speelde van 1998 tot en met 2014 voor achtereenvolgens AS Cannes, Stade Rennais, Ajax, Sevilla FC en Beşiktaş JK. Ook speelde hij van 2006 tot en met 2010 dertien keer voor het Frans voetbalelftal. Escudé is een broer van voormalig proftennisser Nicolas Escudé.

## Clubcarrière
Escudé stapte in de zomer van 2003 over van Stade Rennais naar Ajax. Bij Rennes speelde hij vier seizoenen. Daarvoor speelde Escudé één seizoen bij AS Cannes. Hij debuteerde voor Ajax in de Champions League-voorronde wedstrijd bij Grazer AK op 12 augustus 2003 (1-1). Op 22 februari 2004 scoorde hij zijn eerste doelpunt voor de club, thuis tegen FC Twente (1-0).
Op 18 januari 2006 werd bekend dat Escudé vertrok naar Sevilla FC. Ajax kreeg naar verluidt zo'n 1,5 miljoen euro voor Escudé, die een contract tekende voor 3,5 jaar. Hij speelde zes jaar voor de Andalusische club en vertrok in de zomer van 2012 transfervrij naar Beşiktaş JK.
Escudé maakte op 3 september 2014 bekend dat hij zijn carrière als profvoetballer zou beëindigen.

## Interlandcarrière

### Frankrijk
In maart 2005 werd Escudé opgeroepen voor Frankrijk voor de WK-kwalificatiewedstrijden tegen Zwitserland en Israël. Tot een debuut kwam het tijdens deze twee wedstrijden niet. Op 11 oktober 2006 maakte Escudé zijn debuut in een EK-kwalificatiewedstrijd tegen de Faeröer (5-0 winst). Hij speelde vervolgens in totaal drie kwalificatiewedstrijden mee voor het EK 2008, maar behoorde niet tot de EK-selectie. Op 18 november 2009 brak Escudé, in de 10de minuut, zijn neus in de WK-kwalificatiewedstrijd tegen Ierland. Hij speelde in vier kwalificatiewedstrijden mee voor het WK 2010, maar ging opnieuw niet mee naar het eindtoernooi.
| Interlands van Julien Escudé voor Frankrijk | Interlands van Julien Escudé voor Frankrijk | Interlands van Julien Escudé voor Frankrijk | Interlands van Julien Escudé voor Frankrijk | Interlands van Julien Escudé voor Frankrijk | Interlands van Julien Escudé voor Frankrijk |
| №                                           | Datum                                       | Wedstrijd                                   | Uitslag                                     | Soort Wedstrijd                             | Goals                                       |
| Als speler bij Sevilla FC                   | Als speler bij Sevilla FC                   | Als speler bij Sevilla FC                   | Als speler bij Sevilla FC                   | Als speler bij Sevilla FC                   | Als speler bij Sevilla FC                   |
| ------------------------------------------- | ------------------------------------------- | ------------------------------------------- | ------------------------------------------- | ------------------------------------------- | ------------------------------------------- |
| 1.                                          | 11 oktober 2006                             | Frankrijk – Faeröer                         | 5 – 0                                       | Kwalificatie EK 2008                        |                                             |
| 2.                                          | 7 februari 2007                             | Frankrijk – Argentinië                      | 0 – 1                                       | Vriendschappelijk                           |                                             |
| 3.                                          | 28 maart 2007                               | Frankrijk – Oostenrijk                      | 1 – 0                                       | Vriendschappelijk                           |                                             |
| 4.                                          | 8 september 2007                            | Italië – Frankrijk                          | 0 – 0                                       | Kwalificatie EK 2008                        |                                             |
| 5.                                          | 12 september 2007                           | Frankrijk – Schotland                       | 0 – 1                                       | Kwalificatie EK 2008                        |                                             |
| 6.                                          | 6 februari 2008                             | Spanje – Frankrijk                          | 1 – 0                                       | Vriendschappelijk                           |                                             |
| 7.                                          | 27 mei 2008                                 | Frankrijk – Ecuador                         | 2 – 0                                       | Vriendschappelijk                           |                                             |
| 8.                                          | 2 juni 2009                                 | Frankrijk – Niger                           | 0 – 1                                       | Vriendschappelijk                           |                                             |
| 9.                                          | 12 augustus 2009                            | Faeröer – Frankrijk                         | 0 – 1                                       | Kwalificatie WK 2010                        |                                             |
| 10.                                         | 5 september 2009                            | Frankrijk – Roemenië                        | 1 – 1                                       | Kwalificatie WK 2010                        |                                             |
| 11.                                         | 14 oktober 2009                             | Frankrijk – Oostenrijk                      | 3 – 1                                       | Kwalificatie WK 2010                        |                                             |
| 12.                                         | 18 november 2009                            | Frankrijk – Ierland                         | 1 – 1                                       | Kwalificatie WK 2010                        |                                             |

## Carrièrestatistieken
| Seizoen         | Club            |                    | Competitie       | Competitie | Competitie | Beker | Beker | Internationaal | Internationaal | Overig | Overig | Totaal | Totaal |
| Seizoen         | Club            | Wed.               | Competitie       | Dlp.       | Wed.       | Dlp.  | Wed.  | Dlp.           | Wed.           | Dlp.   | Wed.   | Dlp.   |        |
| --------------- | --------------- | ------------------ | ---------------- | ---------- | ---------- | ----- | ----- | -------------- | -------------- | ------ | ------ | ------ | ------ |
| 1998/99         | AS Cannes       | Vlag van Frankrijk | Ligue 2          | 21         | 1          | 1     | 0     | —              | —              | —      | —      | 22     | 1      |
| Club totaal     | Club totaal     | Club totaal        | Club totaal      | 21         | 1          | 1     | 0     | 0              | 0              | 0      | 0      | 22     | 1      |
| 1999/00         | Stade Rennais   | Vlag van Frankrijk | Ligue 1          | 21         | 0          | 3     | 0     | 0              | 0              | —      | —      | 24     | 0      |
| 2000/01         | Stade Rennais   | Vlag van Frankrijk | Ligue 1          | 28         | 0          | 3     | 0     | —              | —              | —      | —      | 31     | 0      |
| 2001/02         | Stade Rennais   | Vlag van Frankrijk | Ligue 1          | 32         | 0          | 6     | 1     | 4              | 0              | —      | —      | 42     | 1      |
| 2002/03         | Stade Rennais   | Vlag van Frankrijk | Ligue 1          | 30         | 0          | 4     | 0     | —              | —              | —      | —      | 34     | 0      |
| Club totaal     | Club totaal     | Club totaal        | Club totaal      | 111        | 0          | 16    | 1     | 4              | 0              | 0      | 0      | 131    | 1      |
| 2003/04         | AFC Ajax        | Vlag van Nederland | Eredivisie       | 31         | 1          | 1     | 0     | 5              | 0              | —      | —      | 37     | 1      |
| 2004/05         | AFC Ajax        | Vlag van Nederland | Eredivisie       | 28         | 5          | 3     | 0     | 6              | 0              | 0      | 0      | 37     | 5      |
| 2005/06         | AFC Ajax        | Vlag van Nederland | Eredivisie       | 2          | 0          | 0     | 0     | 2              | 1              | 1      | 0      | 5      | 1      |
| Club totaal     | Club totaal     | Club totaal        | Club totaal      | 61         | 6          | 4     | 0     | 13             | 1              | 1      | 0      | 79     | 7      |
| 2005/06         | Sevilla FC      | Vlag van Spanje    | Primera División | 16         | 0          | 0     | 0     | 7              | 0              | —      | —      | 23     | 0      |
| 2006/07         | Sevilla FC      | Vlag van Spanje    | Primera División | 30         | 1          | 7     | 0     | 13             | 0              | —      | —      | 50     | 1      |
| 2007/08         | Sevilla FC      | Vlag van Spanje    | Primera División | 16         | 0          | 0     | 0     | 6              | 2              | 0      | 0      | 22     | 2      |
| 2008/09         | Sevilla FC      | Vlag van Spanje    | Primera División | 26         | 1          | 5     | 0     | 5              | 0              | —      | —      | 36     | 1      |
| 2009/10         | Sevilla FC      | Vlag van Spanje    | Primera División | 24         | 0          | 8     | 0     | 4              | 0              | —      | —      | 36     | 0      |
| 2010/11         | Sevilla FC      | Vlag van Spanje    | Primera División | 28         | 2          | 7     | 0     | 7              | 0              | 2      | 0      | 44     | 2      |
| 2011/12         | Sevilla FC      | Vlag van Spanje    | Primera División | 24         | 1          | 2     | 0     | 2              | 0              | —      | —      | 28     | 1      |
| Club totaal     | Club totaal     | Club totaal        | Club totaal      | 164        | 5          | 29    | 0     | 44             | 2              | 2      | 0      | 239    | 7      |
| 2012/13         | Beşiktaş JK     | Vlag van Turkije   | Süper Lig        | 14         | 0          | 3     | 0     | —              | —              | —      | —      | 17     | 0      |
| 2013/14         | Beşiktaş JK     | Vlag van Turkije   | Süper Lig        | 11         | 2          | 1     | 0     | 2              | 0              | —      | —      | 14     | 2      |
| Club totaal     | Club totaal     | Club totaal        | Club totaal      | 25         | 2          | 4     | 0     | 2              | 0              | 0      | 0      | 31     | 2      |
| Carrière totaal | Carrière totaal | Carrière totaal    | Carrière totaal  | 382        | 12         | 54    | 1     | 63             | 3              | 3      | 0      | 502    | 16     |

## Erelijst
| Competitie           |        |                  |      |      |
| Competitie           | Aantal | Jaren            |      |      |
| Ajax                 | Ajax   | Ajax             | Ajax | Ajax |
| -------------------- | ------ | ---------------- | ---- | ---- |
| Nationaal            |        |                  |      |      |
| Eredivisie           | 1x     | 2003/04          |      |      |
| Johan Cruijff Schaal | 1x     | 2005             |      |      |
| Sevilla FC           |        |                  |      |      |
| Nationaal            |        |                  |      |      |
| Copa del Rey         | 2x     | 2006/07, 2009/10 |      |      |
| Supercopa de España  | 1x     | 2007             |      |      |
| Internationaal       |        |                  |      |      |
| UEFA Cup             | 2x     | 2005/06, 2006/07 |      |      |
| UEFA Super Cup       | 1x     | 2006             |      |      |